# Sehmatal
Sehmatal – miejscowość i gmina w Niemczech, w kraju związkowym Saksonia, w powiecie Erzgebirgskreis (do 31 lipca 2008 w powiecie Annaberg). Do 29 lutego 2012 należała do okręgu administracyjnego Chemnitz.

## Współpraca
- Altdorf bei Nürnberg, Bawaria (kontakty utrzymuje dzielnica Sehma)
- Happurg, Bawaria (kontakty utrzymuje dzielnica Neudorf)
- Kovářská, Czechy
- Running Springs, Stany Zjednoczone
- Sexau, Badenia-Wirtembergia
- Wyhl am Kaiserstuhl, Badenia-Wirtembergia